# Vera Schmidt
Vera Fëdorovna Šmidt, nota in occidente anche come Vera Schmidt (Starokostjantyniv, 1889 – Mosca, 1937), è stata un'educatrice russa e una delle figure di spicco del movimento psicoanalitico in Russia durante l'Età dell'argento.
Dopo la rivoluzione russa ha diretto una scuola materna altamente innovativa gestita secondo principi psicoanalitici.

## Biografia
I suoi genitori erano entrambi medici e Vera era particolarmente legata a sua madre, Elizaveta Janitskaja, che curava i bambini che soffrivano di disturbi neurologici. Fu, in seguito, lei stessa a dire che sua madre ebbe un'influenza determinante sulla sua scelta di carriera. Frequentò l'Istituto educativo femminile di Kiev per tre anni, dal 1913 al 1916, dove ricevette una formazione sui metodi di Friedrich Wilhelm August Fröbel. Nel 1913 conobbe e sposò Otto Schmidt che sarebbe diventato un rinomato scienziato ed esploratore dell'Artide.
Allo scoppio della rivoluzione, entrambi avevano sviluppato un interesse per la psicoanalisi e Vera, che parlava tedesco, aveva letto Sigmund Freud nell'originale. Un sostenitore della rivoluzione, Otto Schmidt occupò posizioni di potere e divenne influente, nel nuovo regime sovietico, diventando membro di un certo numero di Commissariati del popolo tra cui il Narkompros (Narodnyj Komissariat Prosvescheniya, o Commissariato del popolo per l'istruzione) e fu anche direttore della Casa editrice statale (Gosizdat) dal 1921 al 1924. In tale veste, fu impegnato nella pubblicazione di opere di Freud e di sua figlia Anne.
Nel 1921 il Narkompros fondò la Società psicoanalitica russa a Mosca, un corpo che in seguito arrivò ad avere, tra gli altri, figure come Aleksandr Lurija, che, dopo la rivoluzione, a soli diciannove anni, era a capo del circolo psicoanalitico di Kazan' e Mosche Wulff (Moshe Woolf) (1878-1971), che avevano promosso la psicoanalisi durante l'era d'argento pre-rivoluzionaria. Il presidente della società fu Ivan Ermakov che curò una serie di nove volumi dell'opera di Freud in russo. In seguito divenne noto per le sue critiche letterarie freudiane a Aleksandr Puškin e Nikolaj Gogol'. Nel frattempo Otto Schmidt divenne vicepresidente del comitato di coordinamento della Società psicoanalitica di Mosca e dell'Istituto psicoanalitico sostenuto dallo stato, diretto da Ermakov e fu anche ufficialmente responsabile del Detskij dom ("Casa dei bambini", un termine russo per indicare l'orfanotrofio) che venne aperto nel maggio del 1921 nel centro di Mosca e condivise con l'Istituto Psicoanalitico il magnifico edificio in stile Liberty in via Malaja Nikitskaja progettato da Fëdor Šechtel' (1859-1923). Questa era l'ex casa di Stepan Rjabušinskij, un ricco mercante e presidente della borsa che lasciò la Russia dopo la rivoluzione. Sebbene Ivan Ermakov, presidente della Società e dell'Istituto psicoanalitico, fosse nominalmente responsabile della casa, questa era gestita da Vera Schmidt assistita inizialmente da cinquantuno membri dello staff, tra cui Mosche Wulff e l'importante psicanalista Sabina Spielrein.
Vera, insieme a Lurija, aderì alla Società psicoanalitica russa nel 1923 dopo essere stata in precedenza membro della Società psicoanalitica svizzera, ed era uno dei pochi psicoanalisti addestrati nella Russia sovietica.
Anche il figlio di Vera Schmidt, Vladimir, il cui soprannome era Volik, partecipò al Detskij dom e registrò le sue attività in un diario. Queste furono usate come dati sullo sviluppo dei bambini da altri psicologi sovietici come Luria. Il Detskij dom era praticamente unico nei suoi principi e nelle sue pratiche e soprattutto nel suo approccio psicoanalitico. Fu visitato da diversi psicoanalisti marxisti occidentali come Anna Mänchen-Helfen (1902-1991) e Annie Reich (1902-1971) insieme a suo marito Wilhelm Reich.
Grazie al sostegno finanziario del sindacato tedesco, la casa divenne nota anche come Casa laboratorio internazionale di solidarietà. Problemi finanziari, insieme al dissenso interno, indebolirono l'organizzazione del Detskij dom, che subì anche pressioni esterne poiché l'approccio psicoanalitico venne attaccato dai sostenitori di Stalin a causa della sua associazione con il suo rivale Lev Trockij. Associata a Stalin e alla svolta del Partito Comunista, lontano dalla psicoanalisi, fu la nuova scienza dell'infanzia chiamata pedologia che fu promossa da Aron Zalkind (1888-1936), un ex aderente alla psicoanalisi ma ora il suo critico principale.
All'inizio del 1923 gli Schmidt si recarono a Vienna, dove incontrarono Freud. Discussero con lui della casa dei bambini e delle attività del movimento psicoanalitico in Russia. Incontrarono anche altri analisti, come Otto Rank e Karl Abraham. Le discussioni si concentrarono principalmente sulla psicoanalisi e sull'organizzazione del sistema educativo collettivo. Dopo la loro visita, l'Associazione psicoanalitica russa divenne membro associato dell'Associazione psicoanalitica internazionale (IPA) nel 1924 e successivamente nel 1927, Vera Schmidt ne divenne segretaria. Nello stesso anno il suo libro Educazione psicoanalitica nella Russia sovietica venne pubblicato in Germania, a Lipsia, dalla Casa editrice psicoanalitica internazionale. Questo libro si basava sulle sue esperienze e osservazioni nel Detskij dom e fu ampiamente citato da Wilhelm Reich.
Il 14 agosto 1925, il Narkompros (Ministero della pubblica istruzione) chiuse la casa e l'edificio divenne in seguito la casa di Maksim Gor'kij e in seguito il Museo Gor'kij. In una svolta ironica degli eventi, il figlio di Stalin, Vasilij Džugašvili, occupò il sito dopo la morte di Gor'kij.
Nel 1930, dopo lo scioglimento della Società psicoanalitica russa, lavorò all'Accademia di Scienze Pedagogiche Istituto Sperimentale di Difettologia. La ricerche da lei condotte erano sotto la direzione di Lev Vygotskij sin dalla sua fondazione nel 1929. Vera Schmidt morì all'età di 48 anni durante un intervento chirurgico per un tumore alla tiroide.

## Opere
- Dnevnik materi: pervij god žizni [Diario di una madre: i primi anni di vita], 2009, ISBN 978-5-98904-050-6.
- Giuseppe Leo (a cura di), Scritti su psicanalisi infantile ed educazione, prefazione di Alberto Angelini, Rita Corsa, Vlasta Polojaz, Frenis Zero, 2014, ISBN 978-88-97479-05-5.